# Allegiance (australische Band)
Allegiance war eine australische Thrash-Metal-Band aus Perth, die im Jahr 1990 gegründet wurde und sich 1997 wieder auflöste.

## Geschichte
Die Band wurde im Jahr 1990 von Bassist Dave Harrison, Gitarrist Tony Campo, Schlagzeuger Conrad Higson, Sänger John Mihos und Gitarrist Steve Hiddon gegründet. Zusammen entwickelten sie einige Lieder und spielten einige kleine Auftritte mit weiteren lokalen Bands. Schlagzeuger Higson verließ kurze Zeit später die Band und wurde durch Dave Barry ersetzt. Ex-Schlagzeuger Conrad Higson kehrte jedoch kurze Zeit später wieder zur Band, jedoch nahm, er nun den Posten des Sängers ein und ersetzte somit John Mihos. Glenn Butcher ersetzte Dave Barry am Schlagzeug und Jason Stone ersetzt Steve Hiddon an der E-Gitarre. Diese Besetzung sollte für die nächsten sieben Jahre bestehen bleiben.
Im Jahr 1991 nahm die Band mit Make the Pledge ihr erstes Demo auf und veröffentlichte es im Oktober desselben Jahres. Im Februar 1992 spielte die Band auf dem Bindoon-Rock-Festival, auf dem 10.000 Besucher verzeichnet wurden. Im März wurde das zweite Demo Torn Between Two Worlds veröffentlicht. Im Juli flog die Band nach Melbourne und nahm an der Yamaha Rock-Veranstaltung teil, bei der sie das Finale erreichte. Im August begab sich die Band in die ABC Studios, um ein weiteres Demo aufzunehmen. to Es wurde im Oktober unter dem Namen Studio Live veröffentlicht. Im September trat die Band auf dem Australian Metalfest in Sydney auf. Die Band war auch mit dem Lied Twisted Minds auf der Dazugehörigen Kompilation enthalten. Auch war die Band auf der Kompilation Australia Metal von Def Records zu hören.
Im Jahr 1993 folgten Auftritte auf dem Bindoon Rock-Festival, dem Big Day Out, sowie Auftritte zusammen mit Kreator und Fear Factory. Allegiance war auf den Kompilationen RedRum von Roadrunner Records und While My Guitar Gently Kills Your Mother von Studio 52 zu hören. Im April 1994 erreichte die Band einen Vertrag mit dem Label PolyGram. Das Debütalbum D.e.s.t.i.t.u.t.i.o.n wurde in Australien unter der Leitung des US-amerikanischen Produzenten Dave Pinsky. Im Mai wurde das Album veröffentlicht. Der Veröffentlichung folgte eine Tour und Auftritte mit der Hard-Rock-Band The Poor. Im Juli erschien die Band im HM Magazin. Zudem wurde auch ein Video für das Lied Destitution erstellt. Im November wurde das Live-Album Time to React - Live in den JJJ Studios von ABC aufgenommen. Im Jahr 1995 wurde das Live-Album veröffentlicht und es folgten einige nationale Touren zusammen mit Slayer, Biohazard, Machine Head und Channel Zero, sowie die Big Day Out-Festivals in Australien und Neuseeland.
Im Jahr 1996 verkündete die Band Arbeiten zu einem neuen Album. Das Album sei durch des Selbstmord eines Roadies inspiriert worden, dessen Spitzname „Skinman“ war. Das Album wurde in den Planet Sound Studios aufgenommen. Produziert wurde das Album von John Villani. Das Album Skinman wurde im November 1996 bei Mercury Records veröffentlicht. Im Jahr 1997 folgten weitere Konzerte und Festivals. Bei dem Videodreh zu Give Yourself kam es zu Streitigkeiten in der Band. Dave Harrison verließ die Band gegen Ende des Jahres, sodass sich die Band kurz darauf trennte. Im November 2000 sowie im Jahr 2003 hielt die Band wieder vereinzelte Konzerte.

## Stil
Die Band spielt klassischen, technisch anspruchsvollen Thrash-Metal.

## Diskografie
- 1991: Make the Pledge (Demo, Eigenveröffentlichung)
- 1992: Studio Live (Demo, Eigenveröffentlichung)
- 1992: Torn Between Two Worlds (Demo, Eigenveröffentlichung)
- 1994: D.e.s.t.i.t.u.t.i.o.n (Album, PolyGram)
- 1995: Time to React - Live (Live-Album, Eigenveröffentlichung)
- 1996: Skinman (Album, Mercury Records)